# Mattias Nilsson
Mattias Nilsson (Östersund, 1982. február 19. –) svéd sílövő.

## Eredményei

### Olimpia
| Év   | Olimpia   | Versenyszám | Versenyszám | Versenyszám   | Versenyszám | Versenyszám | Versenyszám |
| Év   | Olimpia   | Egyéni      | Sprint      | Üldözőverseny | Tömegrajtos | Váltó       |             |
| ---- | --------- | ----------- | ----------- | ------------- | ----------- | ----------- | ----------- |
| 2006 | Torino    | 44          | 7           | 20            | 14          | 4           |             |
| 2010 | Vancouver | 34          | ----        | ----          | ----        | 4           |             |

### Világbajnokság
| Év   | Világbajnokság     | Versenyszám | Versenyszám | Versenyszám   | Versenyszám | Versenyszám | Versenyszám  | Versenyszám |
| Év   | Világbajnokság     | Egyéni      | Sprint      | Üldözőverseny | Tömegrajtos | Váltó       | Vegyes váltó |             |
| ---- | ------------------ | ----------- | ----------- | ------------- | ----------- | ----------- | ------------ | ----------- |
| 2003 | Hanti-Manszijszk   | ----        | 24          | 48            | ----        | 7           | ----         |             |
| 2004 | Oberhof            | 59          | 49          | Körhátrány    | ----        | 6           | ----         |             |
| 2005 | Hochfilzen         | 56          | 30          | 24            | ----        | 7           | ----         |             |
| 2006 | Pokljuka           | ----        | ----        | ----          | ----        | ----        | 6            |             |
| 2007 | Antholz-Anterselva | 28          | 6           | 19            | 10          | 7           | ----         |             |
| 2008 | Östersund          | 54          | 60          | 35            | ----        | 6           | ----         |             |
| 2009 | Phjongcshang       | 26          | 26          | 27            | 20          | 9           | ----         |             |

### Világkupa
| Helyezés | 73 | 58 | 42 | 28 | 36 | 22 | 34 | 52 |

| 2003/04    | | | Kontiolahti Váltó                                                                                     |
| 2004/05    | Oberhof Váltó                                                                                         | | |
| 2005/06    | | | Oslo Holmenkollen Sprint                                                                              |
| 2006/07    | | | |
| 2007/08    | | | Pokljuka Sprint                                                                                       |
| 2008/09    | Vancouver Váltó                                                                                       | Hochfilzen Váltó                                                                                      | |
| 2009/10    | | | |
| 2010/11    | | | |
| Összesítés | Egyéni: 0 Sprint: 0 Üldözőverseny: 0 Tömegrajtos: 0 Váltó: 2 Vegyes váltó: 0 ------------ Összesen: 2 | Egyéni: 0 Sprint: 0 Üldözőverseny: 0 Tömegrajtos: 0 Váltó: 1 Vegyes váltó: 0 ------------ Összesen: 1 | Egyéni: 0 Sprint: 2 Üldözőverseny: 0 Tömegrajtos: 0 Váltó: 1 Vegyes váltó: 0 ------------ Összesen: 3 |